# Артемівська наукова станція
Артемівський сцинтиляційний детектор — прилад для вивчення нейтрино, розташований у місті Соледар, Україна. Є частиною Артемівської наукової станції Російської академії наук.

## Історія
1977 року ІЯІ АН СРСР вирішив побудувати нейтринну обсерваторію в соляній шахті Артемівського родовища. Природний радіоактивний фон на цій ділянці був дуже низьким. У шахті змонтували сцинтиляційний детектор (КОЛЛАПС). Безпосередні спостереження розпочалися в листопаді 1977 року. 2005 року отримано право на використання Артемівського сольового родовища. 19 вересня 2021 року право користування Артемівським сольовим родовищем скасовано. На станції у 2005 році працювало 11 осіб, більшість громадян України.

## Опис приладу
У соляній шахті м. Соледар на глибині понад сто метрів розташовується установка «Колапс» у вигляді 105-тонного підземного сцинтиляційного детектора з обладнанням управління та підтримки «Наднова». Це і нейтринний телескоп, і установка на дослідження космічних «злив».
Сам нейтринний осцилятор створено 1977 року в товщі Соледарського сольового родовища.
Крім того, маса мішені для пошуку нейтринного випромінювання від колапсів зірок 1000 тонн навколишнього детектора солі (NaCl).
Сцинтилятором є вайт-спірит CnH2n+2 (n=10), фотопомножувачі різних типів використовуються як реєструючі елементи.
Реєстрація антинейтрино від наднової ґрунтується на реакції взаємодії антинейтрино з протоном, що входить до складу сцинтилятора:
```
n(e) + p -> e + n
```

Імпульс від іонізаційних втрат позитрону є основним для реєстрації нейтронів за гамма-квантами з характерним часом захоплення t = 170 мксек:
```
n + p -> d* -> d+g, E=2.2 МеВ
```

Розміщення установки у соляній шахті зменшує фон природної радіоактивності більш ніж у 300 разів у порівнянні із приміщенням у звичайному ґрунті.
Бак детектор розділений на чотири сектори А, Б, В та Г умовними вертикальними діаметральними площинами. У секторі тридцять два ФЕУ — 49Б та чотири ФЕУ-30.
За даними Артемівської наукової станції сильне експериментальне обмеження на частоту нейтринних сплесків від гравітаційних колапсів зірок у Галактиці: менше 1 події за 17,37 років на 90 % рівні достовірності.
Штат наукової станції становить 18 осіб, із них 12 осіб постійно проживають поряд зі станцією.
15 березня 2005 року рішенням Донецької обласної ради Артемівське родовище кам'яної солі передали Інституту ядерних досліджень РАН для проведення підземних досліджень у галузі фізики космічних випромінювань та нейтринної астрофізики. Станція використовуватиме територію однієї з копалень площею 0,63 гектара.

## Контакти
- Соледар, Артемівська, 20 (з 2020 року Соледарська, 20).